# Astragalus dendroproselius
Astragalus dendroproselius är en ärtväxtart som beskrevs av Karl Heinz Rechinger. Astragalus dendroproselius ingår i släktet vedlar, och familjen ärtväxter. Inga underarter finns listade i Catalogue of Life.